# Hosoda Eishi

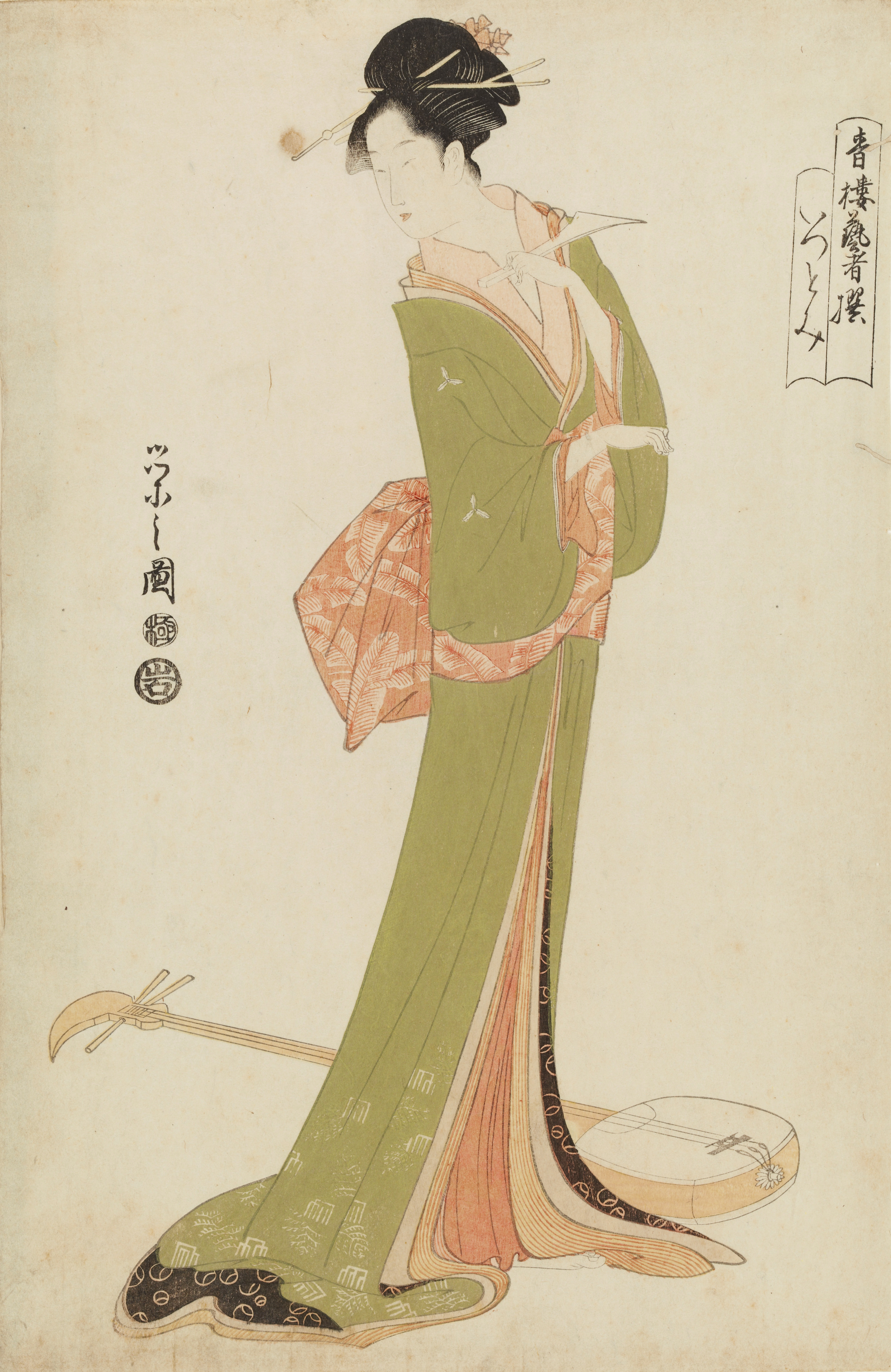
Geisha im Grünen Pavillon

Hosoda Eishi (japanisch 細田 栄之, wirklicher Name: Hosoda Tokitomi (細田 時富), Künstlername: Chōbunsai (鳥文斎), siegnierte auch als Hosoi (細井); geb. 1756; gest. 2. Juli 1829) war ein japanischer Ukiyoe-Künstler während der mittleren Edo-Zeit.

## Leben und Werk
Hosoda Eishi war ein Hatamoto, also ein höherer Samurai, der in Edo lebte. Er war der Enkel von Hosoda Tokitoshi (細田 時敏), der es bis zum Kommissar für die Finanzen des Shogunats (勘定奉行, Kanjō bugyō) gebracht hatte. Eishi, der ein jährliches Einkommen von 500 Koku besaß, begann seine künstlerische Ausbildung unter Kanō Eisen-in Michinobu (狩野 英川院 典信), der offizieller Maler des Shogunats war, und setzte sie dann unter Torii Bunryūsai (鳥居 文龍斎; spätes 18. Jahrhundert) fort. Er zeigte früh beträchtliches Talent, und es heißt, dass Shogun Tokugawa Ieharu, für den er arbeitete, seinen Werdegang unterstützte und ihm den Namen Eishi verlieh. 1783 bat Eishi darum, auf Grund einer Erkrankung von seinen Pflichten als Hatamoto entbunden zu werden. Im folgenden Jahr fertigte er Illustrationen für das Buch vom Typ Kibiyōshi (黄表紙) mit dem Titel „Sono yurai Kōtokujimon“ (其由来光徳寺門) an. Das war sein erster Auftritt als Ukiyoe-Künstler.
1789 begann das Shogunat mit einer Serie von Maßnahmen die Moral der Gesellschaft zu regulieren, Maßnahmen, die heute unter dem Begriff Kansei-Reformen (寛政の改革, Kansei no kaikaku), benannt nach der Regierungsperiode Kansei (1789–1801) bekannt sind. Eishi fürchtete, dass er als Untergebener des Shogunats wegen seiner leichtlebigen Aktivitäten in Schwierigkeiten geraten könnte. So adoptierte er seine jüngere Schwester und bemühte sich, einen Ehemann zu finden, der dann das Haus Hosoda weiterführen würde. Das gelang ihm, und so wurde er relativ frei, seinen künstlerischen Aktivitäten nachzukommen.
Er wurde in der Kansei-Ära einer der führenden Ukiyoe-Künstler der Zeit. Er schuf sowohl Holzschnitte als auch Originalgemälde, auf denen er eine großfigurige, elegante Damenwelt darstellte. Unter diesen Arbeiten findet sich eine Reihe von Triptychen im Ōban-Format (jedes Blatt ungefähr 37 × 25 cm) mit den Titeln „Seirō bisen awase“ (青楼美撰合わせ) und „Seirō geishasen“ (青楼芸者撰). Eishis Schüler Eishō (栄昌; aktiv 1780 bis 1800), Eisui (栄水), Eiri (栄里), Eishin (栄深) und andere waren ebenfalls ausgezeichnete Darsteller schöner Frauen. Kitagawa Utamaro, der bedeutendste Maler schöner Frauen jener Zeit, war eine Zeitlang stark von Eishi beeinflusst.
Eishi, der die orthodoxe Malerei unter einem Maler der Kanō-Schule erlernt hatte, zeigte seine besonderen Fähigkeiten vor allem in Originalgemälden, denen er in seinen letzten Lebensjahren auch seine ganze Kraft widmete. Im Jahr 1800 zeigte er eins seiner Werke der Kaiserin im Ruhestand Go-Sakuramachi, die überrascht davon sehr beeindruckt war und es für ihre Sammlung erwarb. Um diesem Erwerb eine angemessene Erinnerung zu geben, soll Eishi ein Siegel geschnitten haben mit den Zeichen „tenran“ (天覧), also „gesehen von der Kaiserin“. – Anders als die meisten Ukiyoe-Künstler soll er besonders würdevoll aufgetreten sein.

## Bilder

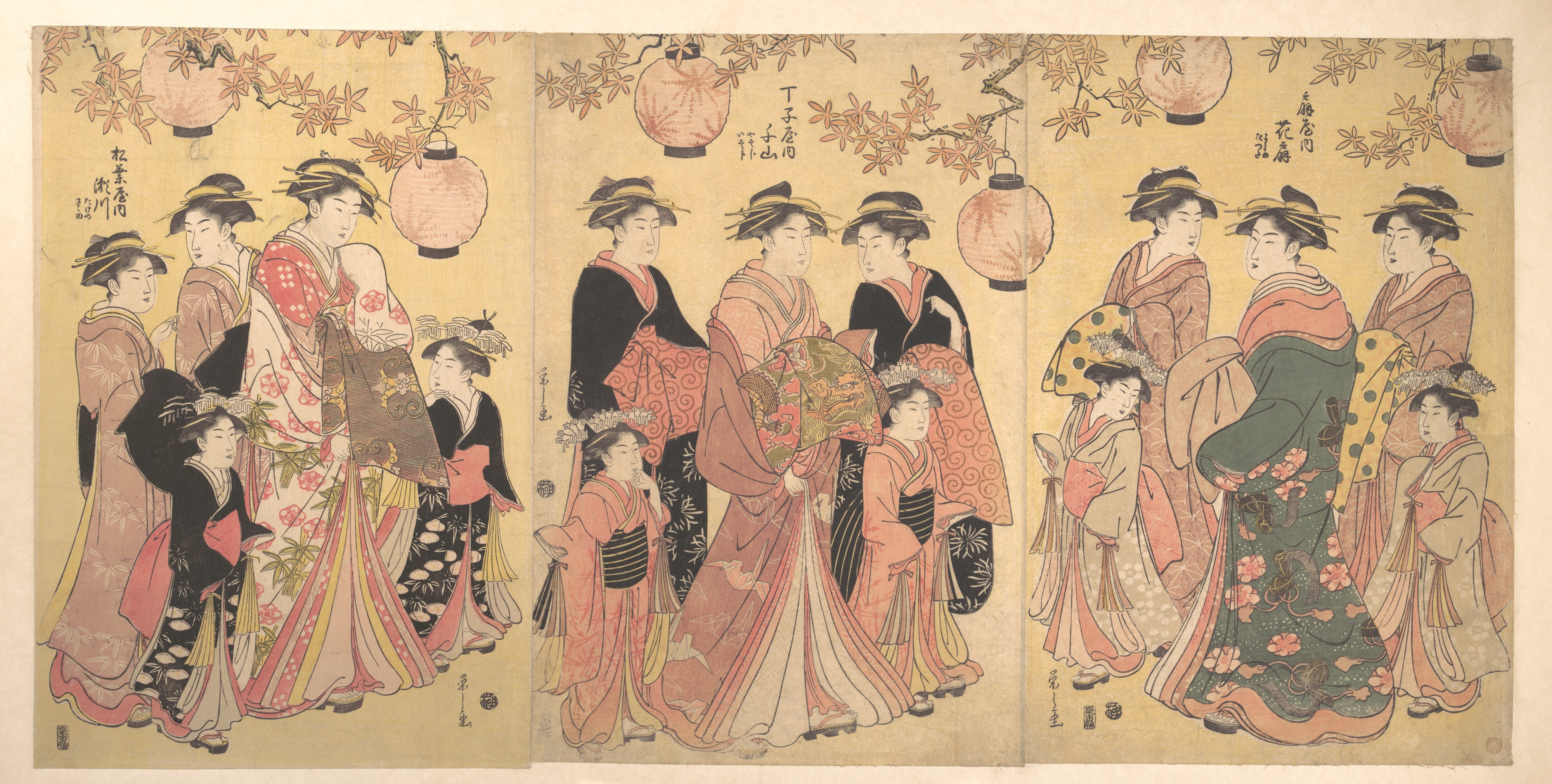
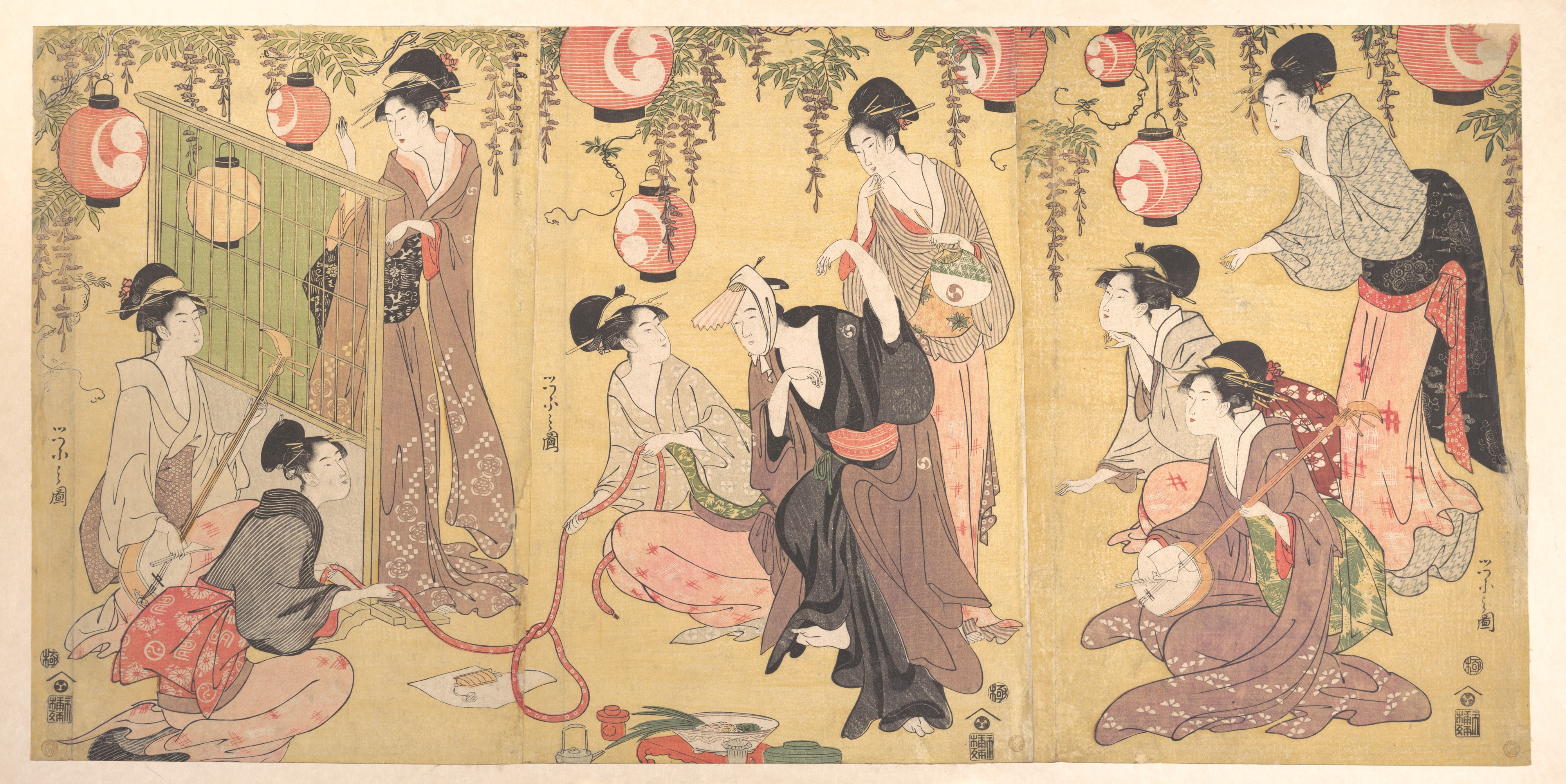
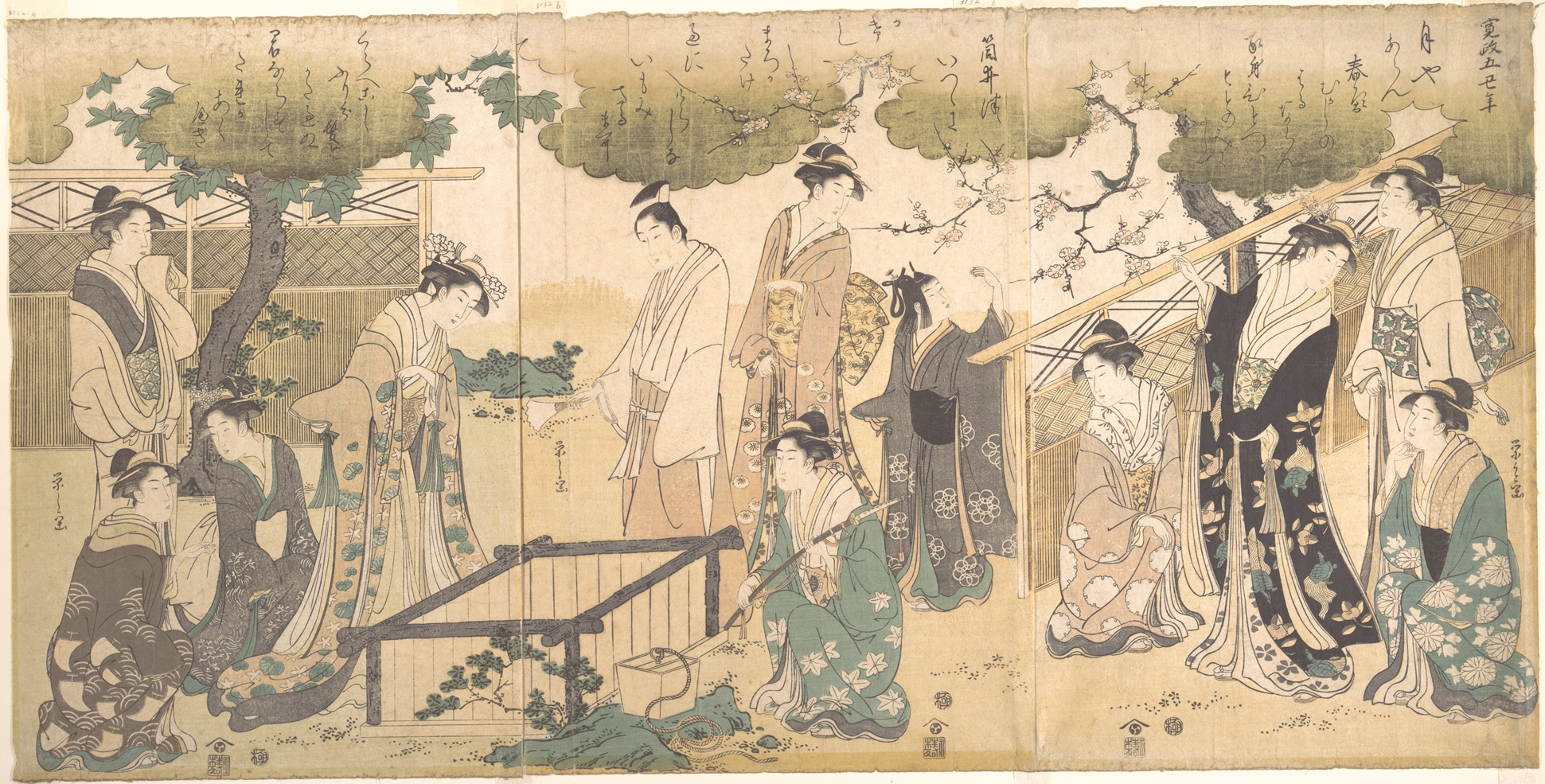
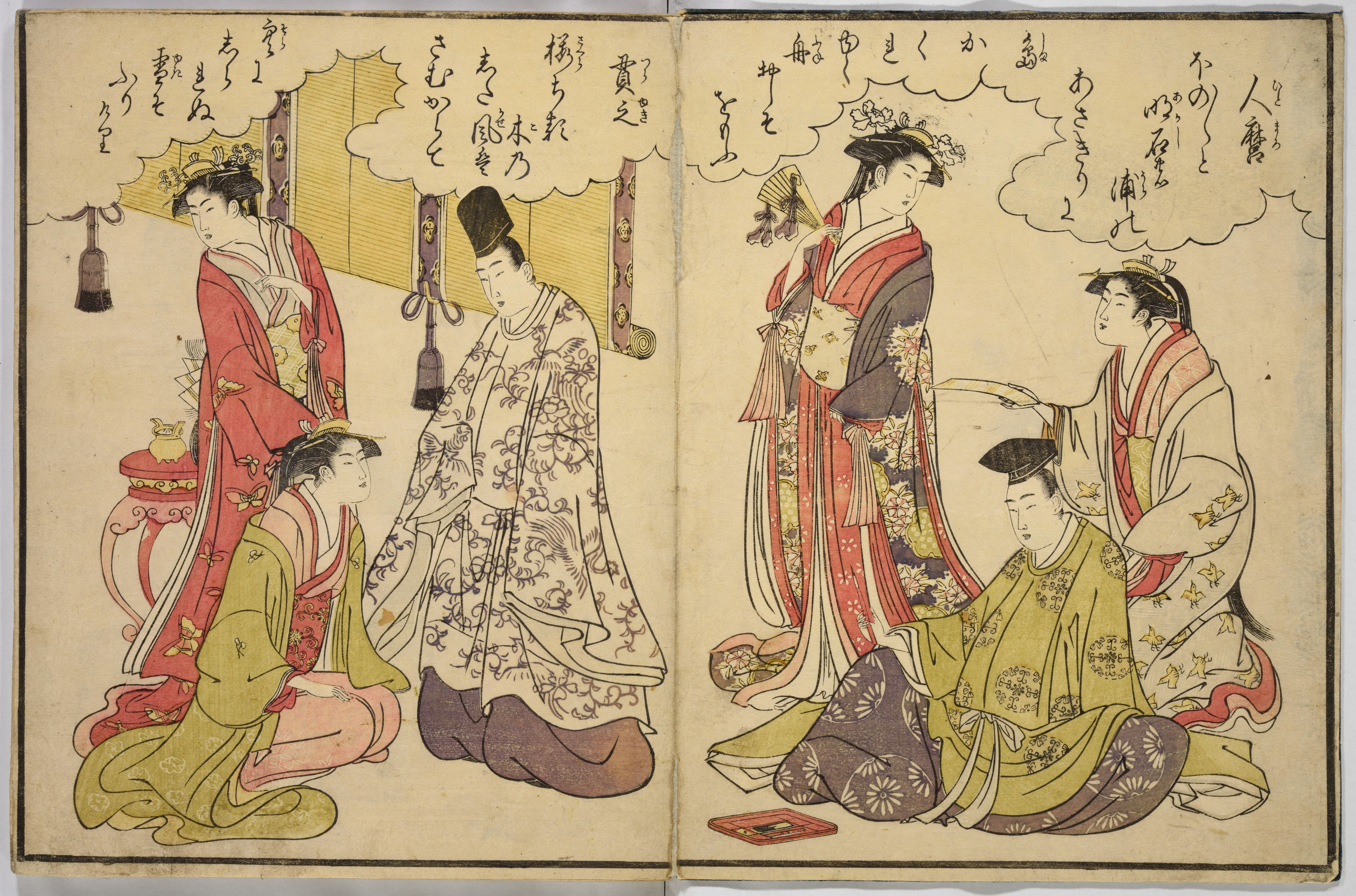
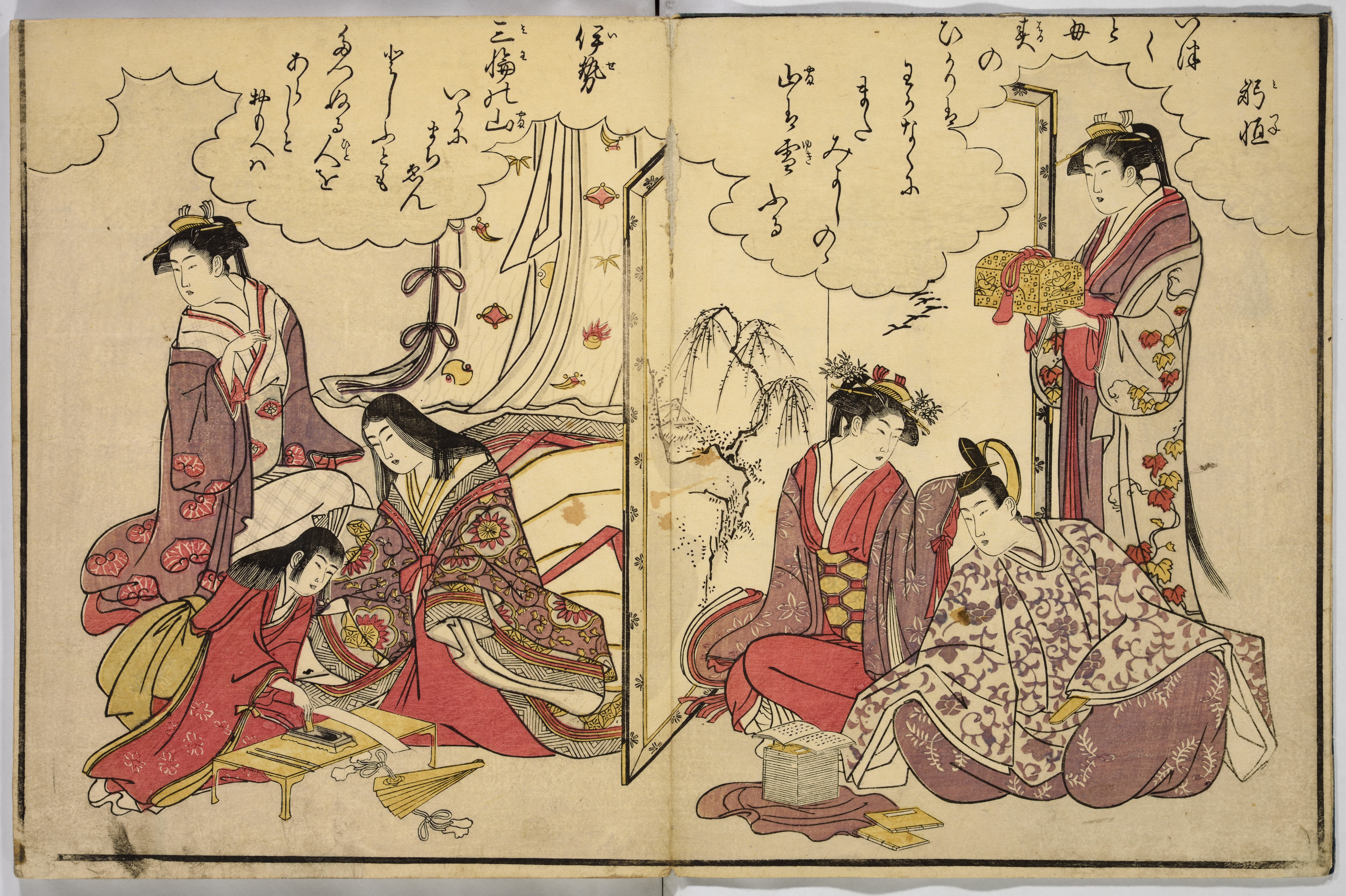
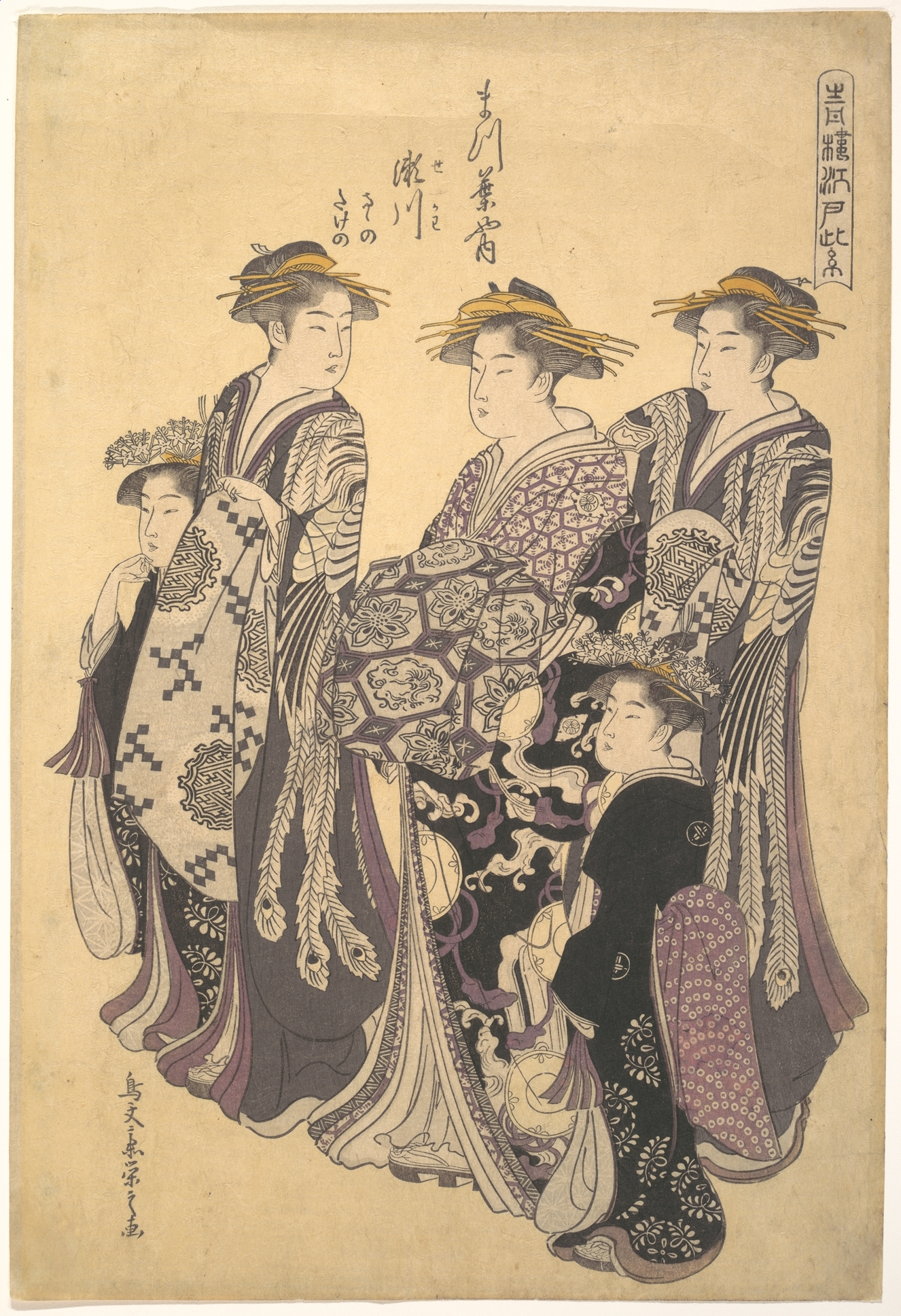